# Dana Bartzer
Dana Bartzer (n. 4 mai 1966) este o cântăreață română de origine șvabă, fiică a compozitorului Richard Bartzer.
Absolventă a Facultății de Filologie din București, secția engleză-germană.

## Activitate artistică
Între anii 1983-1986 urmează cursurile Școlii populare de artă din București la clasa Zina Nichita - Marius Popp. 
Debutează în 1985 la Festivalul Național de muzică ușoară de la Mamaia.
Colaborează cu teatrul "Constantin Tănase" în spectacolele "Astă seară se impovizează", "Astă seară nu se impovizează " "Savoy, Savoy". În anul 1986 participă la festivalul "Melodii '85" cu piesa "Cum să uit?"(muzica: Temistocle Popa, text: Eugen Rotaru). În anul 1987 participă la festivalul "Melodii '86" cu piesa "Orice fată e frumoasă când se-ndrăgostește"(muzica: Aurel Giroveanu, text: Aurel Felea)

## Premii obținute
În anul 1985 participă la festivalul de muzică ușoară de la Mamaia unde cu piesele "LA UN CONCERT" (muzica și text: Richard Bartzer) și "UNDE ESTE DRAGOSTEA" (muzica: Dan Dimitriu, text: Eugen Rotaru) obținând premiul tinereții.
În anul 1986 participă la Festivalul de muzică ușoară de la Mamaia unde, interpretând melodiile: AȘTEPTÂND SĂ VII - compozitor Horia Moculescu, text Roxana Popescu și DRUMUL SPRE ÎNALT - muzica Dan Stoian, textul Gerda Stoian, obține Premiul criticii muzicale oferit de ATM.
În anul 1987 participă la Festivalul de muzică ușoară de la Mamaia cu piesa "Numai vremea" (muzica: Dan Creimerman, text: Eugen Rotaru).
În anul 1987 participă la Festivalul artei și creației studențești de la Brașov - unde obține premiul I.
În anul 1988 participă la festivalul de la Mamaia cu piesa "Ce fericit e un om îndrăgostit" (muzica: Dan Creimerman, text: Eugen Rotaru).
În anul 1990 participă la festivalul de la Mamaia cu piesa "Un minut și o secundă" (muzica: Dan Creimerman, text: Dana Bartzer).

## Melodii din repertoriu
- Așteptând să vii(1986)
- Ce fericit e un om îndrăgostit(1988)
- Cum să uit?(1985)
- Drumul spre înălțimi
- Numai vremea(1987)
- Nu te încrede în vorbele mele
- Nu te cred!(1992)
- O mie de ani și încă o zi(1998)
- Oprește clipa(1989)
- Orice fată e frumoasă când se-ndrăgostește(1985)
- Pentru dragoste anume
- Pentru noi doi(1996)
- Salvamar(1996)
- Spune-mi tu
- Tu ești omul ideal(1990)
- Un minut și o secundă(1990)
- Vreau un frate(1998)